# Nikola Vapcarov
Nikola Jonkov Vapcarov (in bulgaro Никола Йонков Вапцаров?; Bansko, 7 dicembre 1909 – Sofia, 23 luglio 1942) è stato un poeta bulgaro.

## Biografia
Fin dalla prima raccolta di poesie Ballate Della caldaia, del 1940, Vapcarov raccolse un larghissimo successo popolare. La sua opera, pur se ricca di suggestioni derivategli da Majakovskij e dal futurismo russo, rivela un'autentica e originale personalità di poeta, e trova il suo equilibrio ideale nella compensazione di libera effusione del sentimento e contenuti di protesta sociale.
Vissuto a stretto contatto con il mondo proletario, di cui condivise aspirazioni e sofferenze, membro del Partito Comunista clandestino, fu arrestato durante l'occupazione fascista e morì fucilato.